# 卡尔加波利耶
卡尔加波利耶（羅馬化：Kargapolʹye）是俄罗斯库尔干州的工人村（市级镇）、卡尔加波利耶区行政中心，位于额尔齐斯河流域内伊谢季河之主要支流米阿斯河畔，地处库尔干州北部，在州府库尔干西北方。
该地1934年至1943年间曾属于车里雅宾斯克州，1943年划入库尔干州。1969年设工人村，在此之前为村庄。该地2021年人口有8,005人；2010年人口8,433；2002年人口8,745；1989年人口10,037。